# Doris Lessing
Doris Lessing (született Doris May Tayler) (Kermánsáh, Perzsia (ma Irán), 1919. október 22. – London, 2013. november 17. ) Nobel-díjas brit író.

## Élete
Brit szülők gyermekeként született Perzsiában, a mai Iránban. Még gyermekként, 1925-ben szüleivel együtt az akkori Dél-Rhodesiába (ma Zimbabwe) költöztek. Gyermekkorát főként ezen a vidéken, egy brit kolónia tagjaként töltötte. Bár ő maga protestáns volt, egy római katolikus lányiskolába járt a mai Hararéban tizenöt éves koráig. Később elköltözött otthonról és dadaként dolgozott, eközben az őt alkalmazóktól kapott könyvekből képezte magát. Korai emlékei, a nélkülözések és a kemény munka későbbi műveiben is megjelennek.
Kétszer házasodott meg, és mindkétszer rövid idő után elvált. Három gyermeke született. Első férje Charles Wisdom volt 1939–1943 között, második férje 1945–1949 között Gottfried Lessing. Az apartheidrendszer elleni tiltakozásai miatt kitiltották Zimbabwéből, ezért Londonba költözött a legfiatalabb fiával 1949-ben.
Fiatalon a brit kommunista mozgalom tagja lett. Az 1956-os magyarországi forradalom leverésének hatására eltávolodott a párttól, szocialista filozófiáját azonban sosem vesztette el.
Eddig magyarul az Eldorádó, A fű dalol és Az ötödik gyerek című műve jelent meg. A fű dalol című mű gyermekkora színhelyén, a mai Zimbabwében játszódik, ahol nagyon erősen máig él a régi rendszer. 2008-ban újabb két könyvét fordították le magyarra (Megint a szerelem és Az arany jegyzetfüzet).

## Nobel-díj
2007-ben, 87 évesen irodalmi Nobel-díjat kapott, ezzel ő lett minden idők legidősebb irodalmi díjazottja és egyben a tizenegyedik női irodalmi Nobel-díjas. A díj odaítélésének indoklásában és a méltatásban díjazták „azt a női tapasztalatokkal rendelkező elbeszélőt, aki (műveiben) kétkedéssel és látnoki erővel vizsgálja a megosztott civilizációt”.

## Művei
- The Grass Is Singing (1950, magyarul: A fű dalol, 1972)
- Children of Violence (regényciklus: Martha Quest 1952, A Proper Marriage, 1954, A Ripple from the Storm, 1958, Landlocked, 1965, The Four-Gated City, 1969)
- Retreat to Innocence (1953)
- Five (1953)
- Going Home (1957)
- The Habit of Loving (1957)
- Each His Own Wilderness (1958)
- Fourteen Poems (versek, 1959)
- In Pursuit of the English (1960)
- Play with a Tiger (1962)
- The Golden Notebook (1962)
- A Man and Two Women (1963)
- African Stories (1965)
- Particularly Cats (1967)
- Briefing for a Descent into Hell (1971)
- The Temptation of Jack Orkney and Other Stories (1972)
- The Story of a Non-Marrying Man (1972)
- The Summer Before the Dark (1973)
- Collected African Stories (1973)
- This Was the Old Chief's Country and the Sun Between Their Feet (1973)
- A Small Personal Voice (1974)
- The Memoirs of a Survivor (1975)
- Collected Stories I–II. (1978)
- Canopus in Argos I–III. (1979–81)
- Shikasta (1979)
- The Marriages Between Zones Three, Four and Five (1980)
- The Sirian Experiments (1981)
- The Making of the Representative For Planet Eight (1982)
- The Sentimental Agents in the Volyen Empire (1983)
- The Diaries of Jane Somers (1983)
- And if the Old Could (1984)
- The Good Terrorist (1985)
- Prisons We Chose to Live Inside (1986)
- Afgan Resistance (1987)
- The Fifth Child (1988, magyarul: Az ötödik gyerek, 1995)
- African Laughter. Four Visits to Zimbabwe (1992)
- London Observed (1992)
- The Golden Notebook (1993, magyarul: Az arany jegyzetfüzet, 2008)
- Under My Skin (önéletrajz, 1994)
- Playing the Game (1996)
- Love, Again (1996, magyarul: Megint a szerelem, 2008)
- Walking in the Shade (önéletrajz, 1997)
- Mara and Dann: An Adventure (1999)
- Ben, in the World (2000)
- Conversations (2000)

## Magyarul
- Eldorádó. Elbeszélések; ford. Bartos Tibor; Új Magyar Könyvkiadó, Bp., 1956
- A fű dalol; ford. Bartos Tibor, Borbás Mária; Magvető, Bp., 1972 (Világkönyvtár)
- Az ötödik gyerek; ford. Király Zsuzsa; Magyar Könyvklub, Bp., 1994
- Az arany jegyzetfüzet; ford. Tábori Zoltán; Ulpius-ház, Bp., 2008
- Megint a szerelem; ford. Lázár Júlia; Ulpius-ház, Bp., 2008

## Díjai
- Maugham-díj (1954)
- Médicis-díj (1976)
- Ausztriai Állami Díj (1981)
- Shakespeare-díj (1982)
- W. H. Smith-díj (1986)
- Palermo-díj (1987)
- Nemzetközi Mondello-díj (1987)
- Grinzane Cavour-díj (1989)
- a Los Angeles Times könyvdíja (1995)
- James Tait-emlékdíj (1995)
- Katalán Irodalmi Díj (1999)
- Asztúria Hercegének Díja (2001)
- David Cohen-díj (2001)
- Irodalmi Nobel-díj (2007)